# Абу Сулейман ан-Насир
Абу́ Сулейма́н ан-На́сир Лидинилла́х (араб. أبو سليمان الناصر لدين الله‎) — один из лидеров Исламского государства Ирак (ИГИ).

## Биография
Об Абу Сулеймане известно крайне мало. Его настоящее имя — Ниман Салман Мансур аз-Зайди (араб. نيمان سلمان منصور الزيدي‎). Сообщается, что он был заключённым в тюрьме Кэмп-Букка. Он сменил Абу Айюба аль-Масри на посту военного министра Исламского государства Ирак (ИГИ) в апреле 2010 года после того, как аль-Масри и лидер ИГИ Абу Умар аль-Багдади были убиты в ходе операции американскими и иракскими войсками в Тикрите.
В феврале 2011 года иракские силы безопасности утверждали, что убили Абу Сулеймана в городе Хит, к западу от Багдада. Однако месяц спустя ИГИ отрицало, что ан-Насир был убит. Несмотря на это, в августе 2011 года пресс-секретарь ИГИ Абу Мухаммад аль-Аднани подтвердил смерть ан-Насира.